# Цочо Билярски
Цочо Василев Билярски е български историк.

## Биография
Завършва Софийския държавен университет, специалност „История“. Специалист в Главно управление на архивите (1973 – 1978) и в Централния държавен архив (1978 – 1986); зам.-директор (1986 – 1993) и директор в Централния държавен архив (1993 – 1997) и началник сектор в Централния държавен архив (2000 – 2006). Той е сред участниците във възстановяването на Македонския научен институт на 3 май 1990 г. Установено е, че Цочо Билярски е сътрудник на Държавна сигурност в качеството си на агент с псевдоним „Стоян“.